# Jonathan Agnew
Pour les articles homonymes, voir Agnew.
Jonathan Philip Agnew, né le 4 avril 1960 à Macclesfield dans le Cheshire, ancien joueur de Test cricket, journaliste et commentateur sportif britannique. 

## Vie
Fils de Philip Agnew (né 1929) et de Margaret, fille du major Arthur Frederick Vavasour McConnell TD, son grand-père Sir Norris Agnew (1895 † 1973), cadet des baronnets Agnew en Écosse, habite à Dukenfield Hall (en) près de Mobberley.
Il joue au cricket professionnel suite représente l'Angleterre avant en 1991 d'entrer dans sa carrière célèbre en tant qu'animateur sportif sur la BBC.

## Distinctions
- - Membre de l'ordre de l'Empire britannique (2017)[1]